# Mirage of Health
Mirage of Health - Utopias, Progress, and Biological Change, pubblicato nel 1959, è un libro del biologo francese naturalizzato statunitense René Dubos. Il libro non è mai stato tradotto in italiano. 
La tesi di fondo del libro è che la completa libertà dalla malattia sia quasi incompatibile con il processo della vita. Da ecologista ante-litteram sostiene altresì la tesi che la scienza e la tecnologia non riusciranno a realizzare il sogno utopistico del benessere universale poiché essi non tengono conto del processo dinamico di adattamento ad un ambiente in continuo cambiamento e che ciascun essere vivente deve affrontare. 
Il libro contiene riflessioni e considerazioni che hanno offerto alcuni spunti ad Ivan Illich per l'elaborazione del suo libro Nemesi medica pubblicato nel 1976.

## Edizioni
- René Dubos, Mirage of Health, Rutgers University Press, 1987,  p. 282, ISBN 0-8135-1260-3.